# Eskişehir
Eskişehir este un oraș din Turcia.
Se află lângă Porsuk Çayı[*], la o altitudine de 788 m deasupra nivelului mării. Are o suprafață de 2.678 km². Populația este de 871.187 locuitori, determinată în 2018, prin Sistemul de Înregistrare a Populației pe bază de Adresă[*].

## Personalități născute aici
- Eqrem Çabej (1908 - 1980), lingvist albanez;
- Engin Öztürk (n. 1986), actor;
- Burcu Özberk (n. 1989), actriță.

## Consulat
- Argentina
- Chile
- Columbia
- Mexic
- Brazilia
- Peru
- Ecuador
- Benin
- Kenya
- Nigeria
- India
- Afganistan
- Pakistan
- Ghana
- Burkina Faso
- Senegal
- Thailanda
- Coreea de Sud